# گیبسون، دان و کراچر

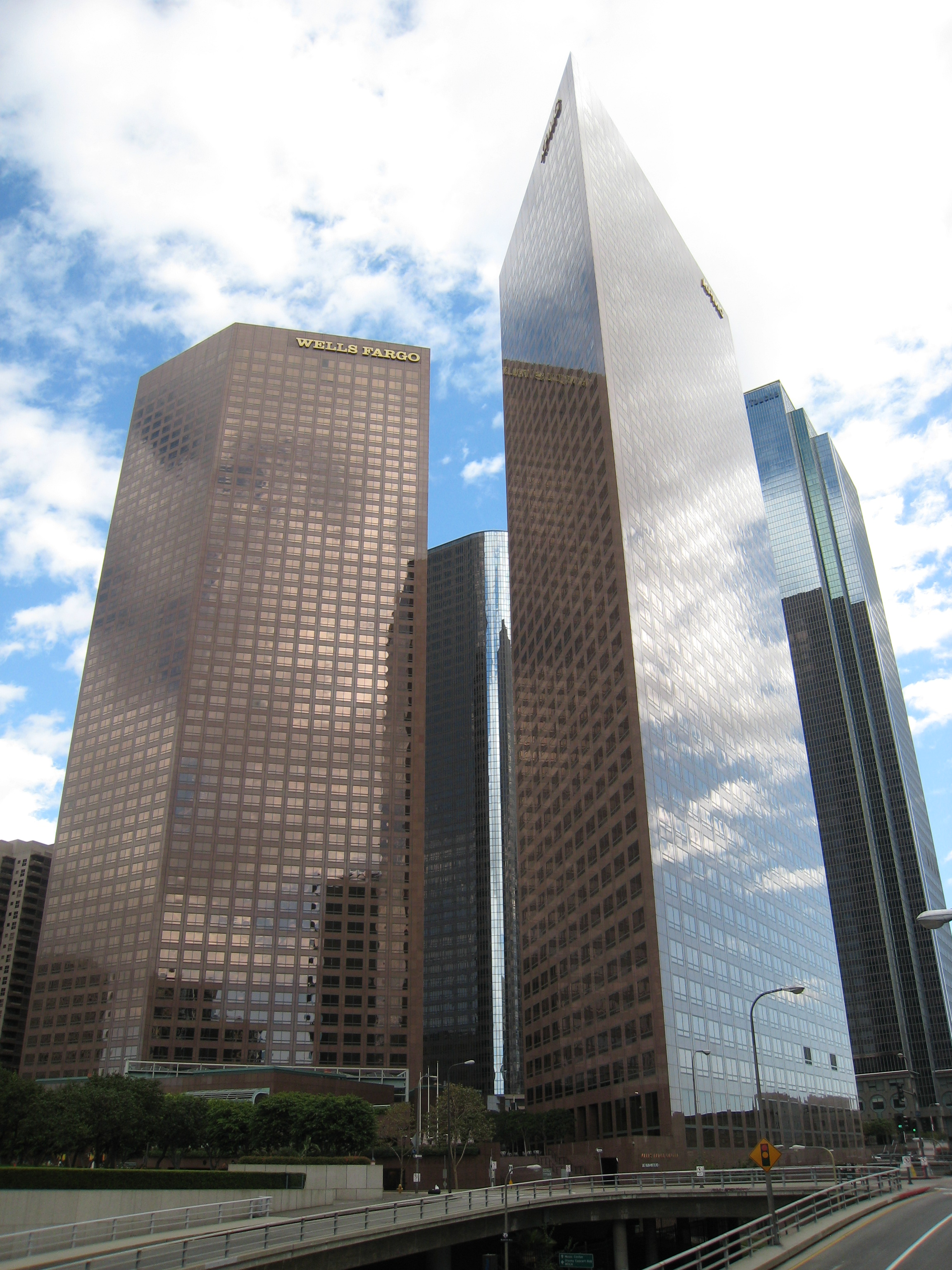
دفتر مرکزی گیبسون، دان و کراچر در لس آنجلس

گیبسون، دان و کراچر (به انگلیسی: Gibson, Dunn & Crutcher) یک شرکت حقوقی چندملیتی است که در سال ۱۸۹۰ در لس آنجلس تأسیس شد و در حال حاضر یکی از معتبرترین و موفق‌ترین شرکت‌ها در آمریکا محسوب می‌شود. این شرکت بیش از ۱٬۱۰۰ وکیل دارد و درآمد آن در سال مالی ۲۰۱۳ بالغ بر ۱٫۳۹ میلیارد دلار بوده‌است.

## دفاتر
- پکن
- بروکسل
- دالاس
- دنور، کلرادو
- دبی، امارات
- هنگ کنگ
- لندن
- لس آنجلس
- مونیخ
- نیویورک
- ارواین، کالیفرنیا
- پالو آلتو، کالیفرنیا
- پاریس
- سان فرانسیسکو
- سائوپائولو
- سنگاپور
- واشینگتن، دی سی